# Ctenotus helenae
Espèce
Synonymes
- Lygosoma lesueurii concolor Glauert, 1952

Statut de conservation UICN

 LC  : Préoccupation mineure
Ctenotus helenae est une espèce de sauriens de la famille des Scincidae.

## Répartition
Cette espèce est endémique d'Australie. Elle se rencontre en Australie-Occidentale, en Australie-Méridionale, dans le Territoire du Nord et au Queensland.

## Étymologie
Cette espèce est nommée en l'honneur d'Helen Louise Pianka.

## Taxinomie
Lygosoma lesueurii concolor Glauert, 1952 est un junior homonyme de Lygosoma bipes concolor Werner, 1910 et n'est donc pas valide.

## Publication originale
- Storr, 1969 : The genus Ctenotus (Lacertilia: Scincidae) in the Eastern Division of Western Australia. Journal of the Royal Society of Western Australia, vol. 51, no 4, p. 97-109 (texte intégral).